# Vườn quốc gia Mungo
Vườn quốc gia Mungo là một vườn quốc gia ở miền tây nam bangNew South Wales, Úc, cách thành phố Sydney 876 km về phía tây, trong quận hạt Balranald Shire.
Vườn quốc gia này là thành phần của Vùng các hồ Willandra, một di sản thế giới rộng 2.400 km² và có 17 hồ khô. Điểm đặc trưng của vườn này là Hồ Mungo, hồ lớn thứ nhì trong số 17 hồ cạn nước.

## Di chỉ khảo cổ
Vườn quốc gia Mungo nổi tiếng về các di chỉ khảo cổ. Các di hài Mungo Man, di hài con người lâu đời nhất được phát hiện ở Úc, và Phụ nữ Mungo, một di hài phụ nữ lâu đời nhất được hỏa thiêu theo nghi lễ, đều được phát hiện trong vườn quốc gia này. Họ được chôn ở bờ hồ Mungo, dưới các "bức tường Trung quốc" (Walls of China), một loạt các mô đất cát hình vòng cung ở bờ phía đông nam của hồ.

## Hình ảnh

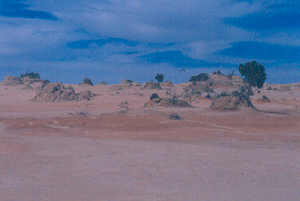
Mô đất cát hình vòng cung Mungo
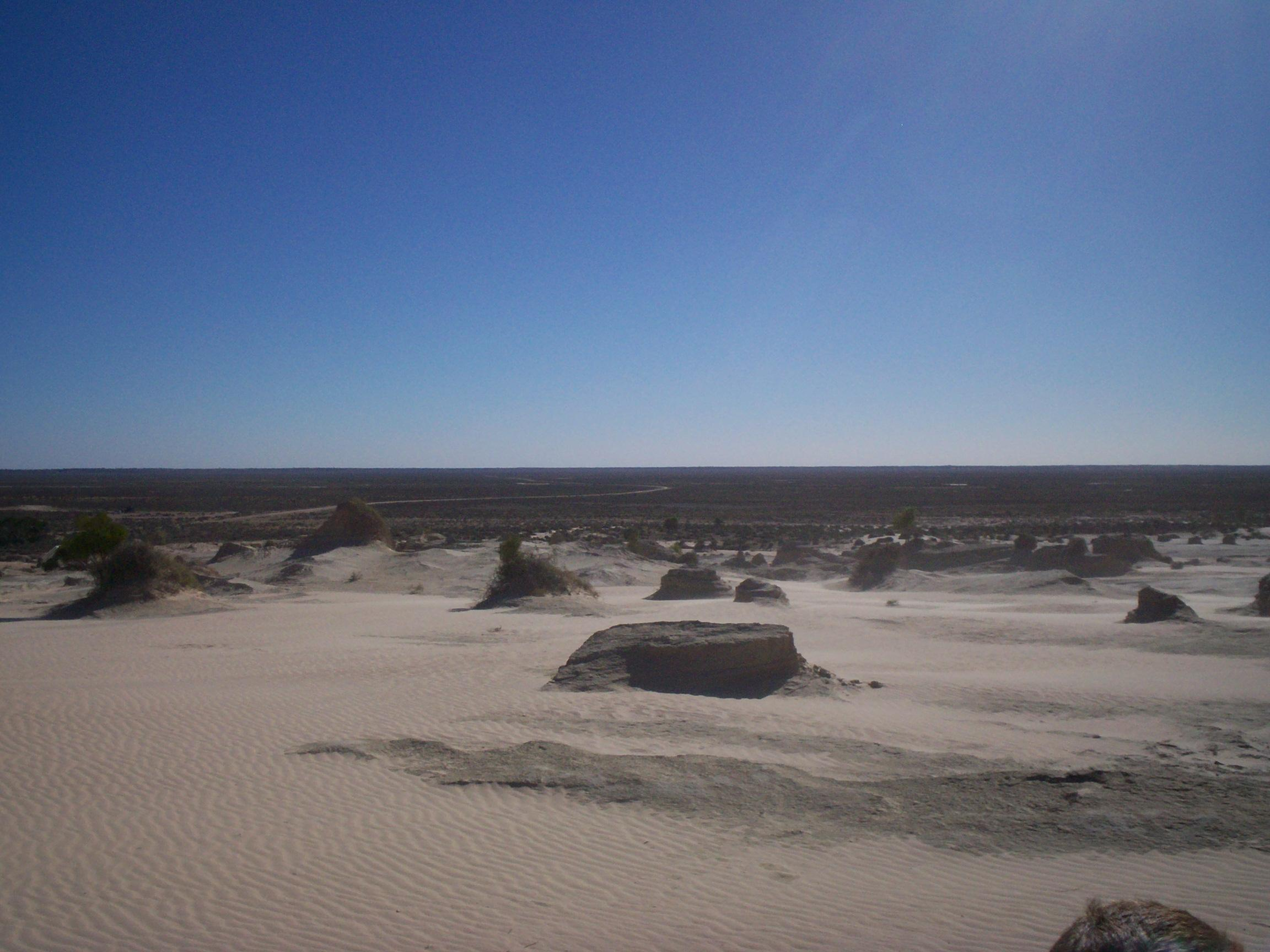
Mô đất cát hình vòng cung Mungo (tháng 3/2007)
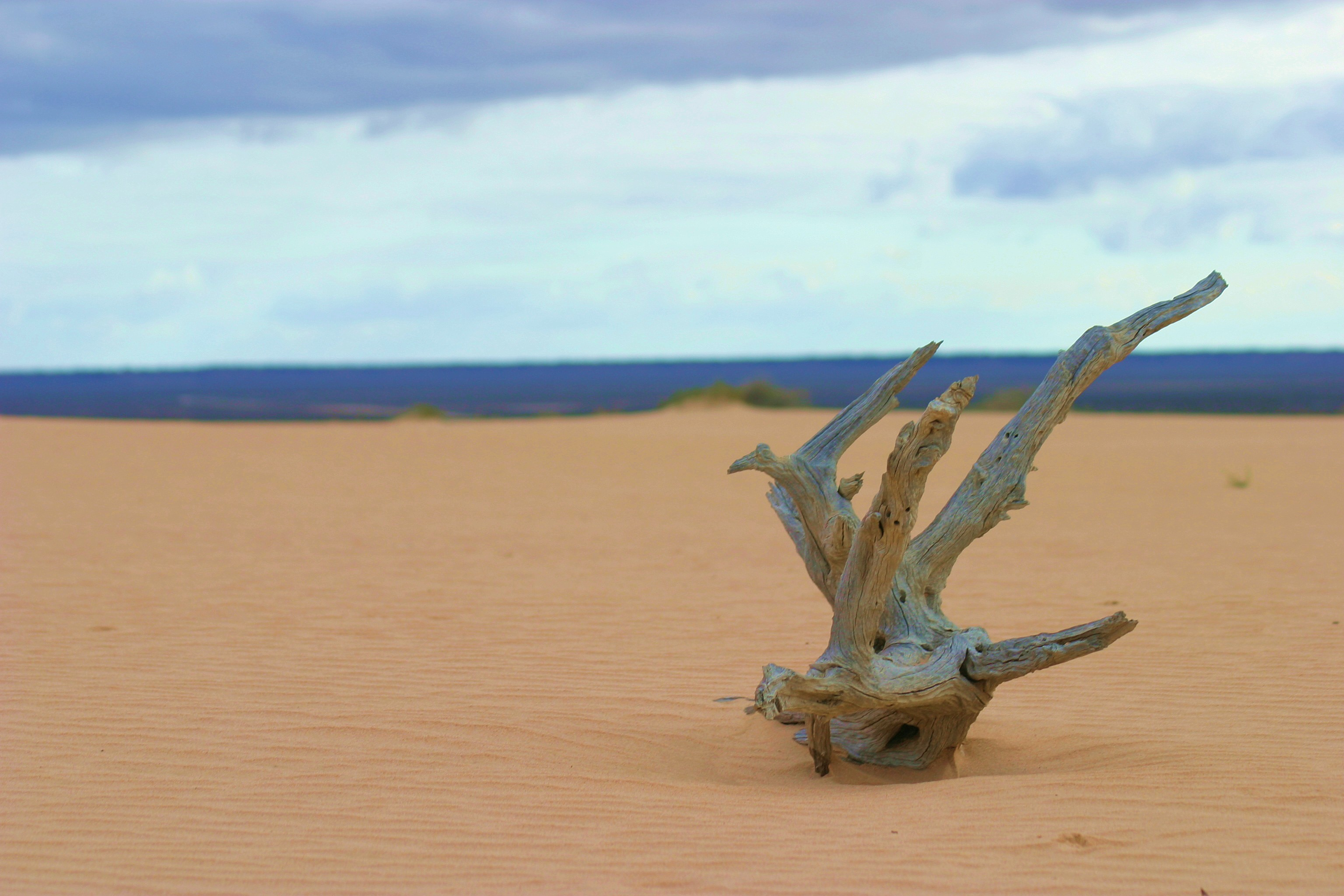
Một khúc gỗ đơn độc trên đỉnh một đụn cát trong Vườn quốc gia Mungo (tháng 6/2005)